# روما إغان
روما إغان (بالإنجليزية: Roma Egan)‏ هي راقصة باليه وممثلة أسترالية، ولدت في 14 مارس 1948 في Camberwell, Victoria ‏ في أستراليا.